# Audi 100/A6
Audi 100 (siden 1994 A6) er en øvre mellemklassebil fra Audi, internt også benævnt "C-Typ".
Den første Audi 100 kom på markedet i marts 1968, og blev frem til juli 1994 bygget i fire generationer. Efter en omstrukturering af modelnavnene kom bilen i juni 1994 til at hedde A6. I modsætning til den mindre 80/A4, hvor omdøbningen faldt sammen med et modelskifte, var den første A6 kun en faceliftet udgave af den sidste Audi 100.
I dag findes A6 som firedørs sedan (Limousine) og som femdørs stationcar (Avant). Tidligere modeller har også fandtes som todørs sedan (C1 og C2), coupé (C1) og combi coupé (C2). De sportslige versioner hedder S6 og RS6.

## Byggeserierne i overblik
- Audi 100 C1
1968–1976
- Audi 100 C2
(USA: Audi 5000)
1976–1982
- Audi 100 C3
(USA: Audi 5000)
1982–1991
- Audi 100 C4
1991–1994
- Audi A6 C4
1994–1997
- Audi A6 C5
1997–2004
- Audi A6 C6
2004–2011
- Audi A6 C7
2011−2018
- Audi A6 C8
2018−2023